# Jovana Stevanović
Jovana Stevanović, född 30 juni 1992 i Belgrad, är en serbisk volleybollspelare. Stevanović blev olympisk silvermedaljör med Serbiens landslag vid OS 2016 i Rio de Janeiro. Med landslaget har hon också tagit guld vid EM 2017 samt VM 2018 och 2022